# Abdoul Aziz Keita
Abdoul Aziz Keita (17 giugno 1990) è un calciatore guineano, di ruolo portiere.

## Carriera

### Club
Ha sempre giocato nel campionato guineano.

### Nazionale
Ha esordito con la Nazionale nel 2010.